# A W.I.T.C.H. szereplőinek listája
Az alábbi oldal egy francia animációs sorozat, a W.I.T.C.H. tévésorozat szereplőit mutatja be részletesebben.

## Az Őrzők / W.I.T.C.H.
- Will Vandom
- Irma Lair
- Taranee Cook
- Cornelia Hale
- Hay Lin

## Ellenségek

### Első évad

#### Lurdenek
A lurdenek meridiáni szörnyek, akik Phobos seregének nagy részét alkotják. A lurdenek fegyverforgatók, nem rendelkeznek mágikus erővel. Nem a legokosabb lények Meridiánon, de a harcra alkalmasak; ezen kívül egyéb feladatokat is elvégeztetnek velük, például a gabonaőrlést. A lurdeneknek két fajtájuk van. Az egyik sötétbarna bőrű, nagy, hegyes fülekkel, szemük fekete színű és a fejüket és az arcukat általában szőr borítja. A másik csoportnak zöldes bőrszíne van, nincsen látható fülük, szemük sárga és nincs szőr a testükön.

#### Kastélyi Őrszemek
A lurdenekhez hasonlóan a kastélyi őrszemek is katonák mágikus képességek nélkül. Fő feladatuk Phobos kastélyának őrzése, de ezen kívül más feladatokat is rájuk bíznak, mint például őrjáratozás vagy szállítmányok kísérete. A lurdenekkel ellentétben a kastélyi őrszemek többsége csak kényszerből szolgálja Phobost. A legjobb bizonyíték erre az, hogy jó néhányuk átáll a lázadók oldalára az első évad utolsó epizódjában. Bár a kastélyi őrszemek sem emberek, vonásaik sokkal közelebb állnak az emberéhez, mint a lurdenekéi. A kastélyi őrszemek bőre sötét-, vagy világosbarna színű, nagy és hegyes fülük van és az emberekhez, hasonlóan van hajuk és arcszőrzetük egyénenként változó mértékben.

### Második évad

#### A Pusztítás Lovagjai
A Pusztítás Lovagjai egy négytagú csoport, akiket Nerissa teremt Meridián szívének erejével a „Vesztes” című epizódban. Nerissának új szolgákra van szüksége, miután elveszíti a Bosszú Lovagjait, korábbi követőit. A Pusztítás Lovagjainak fő feladata, hogy lefoglalják az Őrzőket, vagy segítsék Nerissát egy-egy csatában, ha szükséges. Akárcsak a Bosszú Lovagjait, Nerissa őket is kihasználja, és csak addig tartja maga mellett, ameddig szüksége van rájuk. Az „Önmaga” című epizódban, miután Nerissa összegyűjti az összes régi Őrzőt, elveszi a Lovagok erejét, hogy újraegyesítse a C.H.Y.K.N.-t, így a Lovagok részben megsemmisülnek (Tridart, Ember), részben visszaváltoznak azokká, akik eredetileg voltak (Matt, Huggles).

##### Khor /Mr. Huggles
Khor, a pusztító az első, akit Nerissa létrehoz. Khor Nerissa vágyát testesíti meg, hogy elpusztítsa Kandrakart. A „Vesztes” című epizód elején Nerissa elrabolja Mattet és Mr. Huggles-t, és bezárja őket egykori cellájába. Miközben Nerissa Mattel beszélget, Huggles átugrik a rácsok között és azzal a céllal, hogy megvédje gazdáját, rátámad Nerissára. De terve nem sikerül, Nerissa elkapja, s a benne rejlő dühöt arra használja, hogy a Meridián szíve segítségével átváltoztassa az amúgy ártatlan kis pelét egy szörnnyé, és ezzel együtt egy új, „méltóbb” nevet is ad neki. Egy legendabeli teremtményről, Khorról nevezi el, aki haraggal táplálkozott.
Khor hatalmas termetű, rendkívül erős és nagyon gyors. Testét szőr borítja, de inkább hasonlít egy farkasszerű lényre, mint a pelére, aki egykor volt. Khor az ellenségei haragjából nyeri az erejét, mások dühéből táplálkozva még erősebb lesz. Annak ellenére, hogy Nerissa átváltoztatta, Khor továbbra is hűséges marad Matthez, és követi a parancsait.

##### Shagon /Matt
Shagon, a rosszindulat angyala a második Nerissa új Lovagjainak sorában. Shagon Nerissa gyűlöletének a megtestesítője. Miután átváltoztatja Huggles-t, Nerissa Mattet akarja meggyőzni arról, hogy álljon át az ő oldalára. Matt ezt visszautasítja, ezért Nerissa utasítja Khort, hogy ölje meg őt. Khor megtámadja Mattet, de mikor a közelébe ér, felismeri benne korábbi gazdáját, és sértetlenül hagyja. Nerissa engedetlenségéért kínozni kezdi Khort. Matt aggódik érte, fél, hogy valami baja eshet, és gyűlöli Nerissát, amiért ezt teszi. Nerissa, felhasználva Matt gyűlöletét irányába, átváltoztatja őt is.
Shagon a legerősebb a négy Lovag közül, és ő a vezetőjük. Arcát maszk takarja, hosszú fekete haja van, hátán pedig hatalmas fekete szárnyak, amelyekkel repülni tud. Ő az ellenségei gyűlöletéből nyeri az erejét. Shagon egy képessége, hogy zöld energiasugarakat lövell a szeméből, melyek, ha elég erősek, akár meg is ölhetik azt, akit eltalálnak.

##### Tridart
Tridart, a kétségbeesés, a harmadik, akit Nerissa megalkot. Tridart Nerissa kétségbeesését eleveníti meg, amit bebörtönözve érzett. Miután létrehozza Khort és Shagont, együtt elhagyják a barlangot, ahol eddig voltak, és elmennek a Thanos-hegy egy megfelelő pontjára, ahol Nerissa egy jégtömbből megalkotja Tridartot.
Tridart egy magas, kopasz jégember, hatalmas fehér szárnyakkal a hátán. Tridart az ellenségei félelméből és kétségbeeséséből táplálkozik. A jég fölötti uralommal bír, és van egy fejszéje is, amivel képes jégtüskéket lövellni.

##### Ember
Ember, a fájdalom az utolsó a Pusztítás Lovagjainak sorában. Ember Nerissa fájdalmának a megelevenítője, melyet akkor érzett, mikor börtönben volt. Nerissa a Thanos-hegy felszíne alatt folyó lávából teremti őt, nagyjából egy időben Tridarttal.
Ember egész testét láva alkotja, a haja mindig fölfelé áll, és hasonló szárnya van, mint a denevérnek. Ember mások fájdalmából és bajából nyeri az erejét. A láva és a tűz fölött van hatalma. Akárcsak Tridart, ő is rendelkezik egy fegyverrel, az övé egy szigony.

## Kandrakar Tanácsa
Kandrakar Tanácsa, akárcsak Kandrakar erődje, az idők kezdete óta létezik. A Tanács célja a végtelen dimenziók védelme és a jó uralmának fenntartása. A Tanács tagjai sokfélék, vannak köztük emberek, mint Halinor, de a tagok többsége nem az, ilyen például Luba vagy a Mage, de az Orákulum sem ember.

### Orákulum
Az Orákulum bölcs és igazságos, ő a Tanács vezetője és fő alakja, emellett őt lehet tekinteni az univerzum irányítójának is. Az Orákulum dönti el, hogy kik legyenek az új Őrzők, ő választja ki őket. Az Orákulum hatalmas mágikus erőt birtokol, s számtalan képességgel rendelkezik. Az Őrzők csak a második évad elején találkoznak először az Orákulummal, ahogy a Tanács többi tagjával is. Mikor a Pusztítás Lovagjai megtámadják az erődöt, az Orákulum újra fel akarja emelni a Fátylat, hogy megvédje azt és vele együtt az Auramereket, az Őrzők erejének forrását. A Fátyol létrehozásához azonban hatalmas energia szükséges, ezért minden tanácstagra szükség van hozzá. Miután az Orákulum, Tibor és Althor elkezdik megalkotni a Fátylat, valamivel később Nerissa, Mage-ként, és Halinor, aki ekkor már Nerissa irányítása alatt áll, csatlakoznak hozzájuk. Nerissa megfordítja az Orákulum varázslatát és bebörtönzi őket egy kisebb Fátyolba, egyedül Luba marad szabadon a tanácstagok közül. A Fátyolba zártak mindaddig ott maradnak, amíg Nerissa birtokolja a Meridián szívét. Az évad utolsó részében, miután az Őrzők legyőznek mindenkit, a Tanács kiszabadul és folytatja munkáját.

### Tibor
Tibor Kandrakar Tanácsának egy tagja és az Orákulum legfőbb tanácsadója, aki teljesen megbízik az Orákulum döntésiben, és mindenben támogatja őt. Mikor a lányok először mennek Kandrakarra, tévedésből őt hiszik Orákulumnak, ugyanis öreges külseje inkább illik egy óriási tudású és bölcs személyhez, mintsem az igazi Orákulum fiatalos kinézete. A második évad közepén az Orákulummal együtt ő is csapdába esik az új Fátyolban.

### Althor
Althor szintén Kandrakar Tanácsának a tagja, leginkább egy manó és egy törp keverékére hasonlít. Mikor a lányok megérkeznek Kandrakarra, ő és Halinor fogadják őket, és ők mutatják meg nekik az erőd egyes részeit, köztük a termet, ahol az Auramere gömbök találhatóak, Luba felügyelete alatt. Az „N, mint Nárcizmus” című részben Nerissa őt is bezárja az új, miniatűr Fátyolba.

### Luba
Luba Kandrakar Tanácsának a tagja és az Auramerek őre. Luba egy macskaszerű nő, ő az egyetlen, akit Nerissa nem zár be az új Fátyolba. Mikor Nerissa, mint Mage, meggyőzi Halinort, hogy az lesz a legjobb, ha elveszi az Őrzők hatalmát, és egyedül száll szembe az erődöt ostromló Lovagokkal, Halinor elkábítja Lubát, hogy zavartalanul megszerezhesse az Auramerek erejét. Luba, miután magához tér, rájön, hogy a Mage nem az, akinek látszik és figyelmezteti a lányokat, ezzel Nerissa álcája lelepleződik. Miután a Tanács többi tagja csapdába esik az új Fátyolban, Lubának egyedül kell megvédenie Kandrakart. Ez alatt az idő alatt ő segíti a lányokat, ha tanácsra van szükségük.

### Mage
Mage a Tanács képviselője Meridiánon, mivel ideje nagy részét ott tölti. Mikor még Elyon anyja, Weira, kisgyerek volt, ő alkotta meg Threbe Csillagát, Kandrakar szíve segítségével, hogy a Csillagot felhasználva, a szülei megtalálják Weirát, mikor elveszett. Phobos uralkodása alatt a Végtelen Város őrzése volt a feladata és a lázadásnak is nagy segítségére volt. Miután Nerissa megszökött börtönéből a Mage megpróbálta jobb útra téríteni, hogy lássa a nagyobb összefüggést, de ezen próbálkozása nem sikerült. Az igazi Mage halála után Nerissa játssza a Mage-t, s elképzelhető, hogy ő maga ölte meg. Idővel Julian, Caleb apja, szerelmes lesz a Mage-be, aki később egy fiút szül neki, csak azt nem tudja, hogy a Mage már halott, és az „Engedelmesség” című epizódig azt hiszi, hogy a Mage Caleb anyja.

## Meridiáni szereplők

### Caleb
Caleb tizenöt évvel az első évad előtt született Meridiánon, később ő lett a Phobos elleni lázadás vezetője. Caleb kitűnően bánik mindenféle fegyverrel és közelharcban is jól boldogul. Az első évad első részétől fontos szerepet játszik a történtben. A lányoknak elsőként őt kell megmenteniük Phobos börtönéből, nehogy a lázadás, vezető nélkül maradjon és elveszítsen egy ilyen fontos tagot. Miután az Őrzők megmentik, ideje nagy részét a Földön tölti, ahol nagyobb biztonságban van Phobostól és követőitől, akik képesek lennének bármire, hogy elkapják. Ennek ellenére gyakran jár vissza Meridiánra segíteni a többi lázadónak egy-egy csatában, vagy élelmet szerezni, illetve felkészülni Phobos uralmának megdöntésére. Ahogy a lázadótársainak, úgy segít az Őrzőknek is, az első és a második évad alatt fontos szövetségese a lányoknak. Habár Caleb és Cornelia kapcsolata már az első évad elején is nyilvánvaló, ténylegesen csak az utolsó részben mutatkozik meg, s majd a második évad folyamán lesz teljes. 
A második évadban az „Engedelmesség” című epizódban kiderül, hogy Caleb rokona Nerissának, mivel Nerissa az ő anyja. Caleb Nerissa tervének része volt Phobos megbuktatására. Caleböt nagyon meglepi a hír, de végül sikerül megbirkóznia vele, és képes lesz nemet mondani Nerissának, mikor megkéri, hogy csatlakozzon hozzá.

### Aldarn
Aldarn Caleb legjobb barátja és a Phobos elleni lázadás tagja. Calebbel ellentétben, viszont hasonlóan sok meridiánihoz, Aldarn nem ember. Hosszú, hegyes fülei vannak és világoszöldes bőre. Akárcsak Caleb, ő is fontos a lázadás számára. A „Caleb kihívása” című részben Elyon, tudtán kívül, hipnotizálja Aldarnt, aki ezért ellenszegül Calebnek és a lázadás vezetője akar lenni, hogy aláírhassa a békeszerződést a felkelők és Phobos között. Nem tudván, hogy az aláírási ceremónia csapda, Aldarn kihívja Caleböt, hogy versenyezzen vele a Vezérek Harcán, amivel eldöntik, hogy ki legyen a lázadás vezére. Az utolsó, harmadik próba végén, Caleb megmenti Aldarnt attól, hogy leessen egy szakadékba, s ennek hatására kikerül Elyon varázslata alól. A második évadban ő is, ahogy a többi felkelő, tagja a Királyi Gárdának, akik Elyon seregét adják.

### Vathek
Vathek az első évadban a lázadásnak kémkedik, mint Phobos börtönőre. Miután Phobost legyőzik, Vathek lesz a szentély egyik őre, ahol Phobost és a követőit tartják fogva. Vathek, hasonlóan Aldarnhoz, nem ember, de nem is olyan, mint Aldarn. Vathek nagy termetű, nagy fizikai erővel rendelkezik, hegyes fülei vannak és kék színű bőre. A második évadban az „Árulás” című részben, az egyik fő célpontja lesz a Bosszú Lovagjainak, akik ekkor azokat a személyeket veszik célba, akik valamiképp elárulták Phobost. Végül az Őrzők, Caleb és Blunk megmentik őt, így visszatérhet a munkájához.
Kék Izé, így hívja őt Blunk, a „Lehull a lepel” című epizódban.

### Drake
Drake a lázadás egyik kapitánya, Caleb és Aldarn barátja. Az első évadban kisebb-nagyobb támadásokat vezet Phobos követői ellen, majd „A meridiáni földek harca” című részben számottevő szerepet játszik a kastély ostromakor. Phobos legyőzése után sem marad feladat nélkül, hol Phobos őrzésében segít, hol a palota védelmében. A második évad utolsó részében, ő is részt vesz a Kandrakarért vívott csatában. A csata vége felé, egy hirtelen ötletnek köszönhetően, sikerül megölnie a Nyomkövetőt.

### Julian
Julian Caleb apja és a lázadás egy vezető alakja. Egy ideig halottnak hiszik, egészen addig, amíg Aldarn apja, Aketon találkozik vele a Vízalatti Aknában és felismeri. Aketonnak sikerül eljuttatnia az információt Calebnek, aki a lányokkal együtt sikeresen megmenti Juliant és az Akna többi foglyát is. Julian tizenhét évvel ezelőtt szerelmes lett a Magebe, nem tudva, hogy a Mage valójában Nerissa, s aki egy évvel később egy fiút szült neki, Caleböt.

### Blunk
Blunk egy apró, zöld, büdös ingázó, aki leginkább egy béka és egy manó keverékére hasonlít. Először „A folytatás” című részben tűnik fel, mikor Caleböt abba a cellába rakják, ahol őt tartják fogva. Végül az Őrzők mentik meg, Calebbel együtt. Innentől kezdve Blunk sok időt tölt el a Földön, főleg a lányok és Caleb társaságában, de sokszor ingázik Meridián és a Föld között. Blunk, a legtöbb ingázóhoz hasonlóan egy csempész, aki különböző dolgokat, elsősorban szemetet visz Meridiánra, ahol elcseréli, vagy eladja őket. Caleb az elején nem bízik benne, de később megváltozik ez a helyzet. Ennek ellenére Blunk már az elejétől a barátjának tekinti őt. Mint ingázó, Blunk képes kiszagolni az átjárókat, így képes megtalálni őket, ha szüksége van rájuk. De érzékeny szaglását nem csak átjárók megtalálására tudja használni, hanem, például, tud követni valakit a szaga alapján is. Blunknak óriási étvágya van, rengeteget eszik, gyakran olyan dolgokat is, melyeket más meg sem enne, emellett utálja a vizet és a fürdést. 
A második évadban az „Árulás” című részben Kandrakar Tanácsa leengedi a Fátylat, így az átjárók megszűnnek létezni. Az Orákulum, látva, hogy Blunk, milyen fontos szerepet játszik az Őrzők és Caleb életében, neki ajándékozza a Tonga Fogát, egy lényét, amely képes közlekedni a dimenziók között. A Fogat használva Blunk ugyanúgy képes átjárókat nyitni, mint Will a szívvel.

### Jeek
Jeek egy önző és gonosz ingázó. Akárcsak Blunk, ő is egy csempész, csakhogy ő inkább a rosszakkal üzletel, azokkal, akik sokat fizetnek. Mikor Phobos uralkodik Meridiánon, számos ingázót rabszolgává tesz, vannak álrabszolgák, mint Jeek, akik információval látják el őt és vannak olyan ingázók, mint Blunk, akik szabadok, de őket, többnyire, üldözik. Jeek kétszer is komoly gondot okoz az Őrzőknek. Először az első évadban, mikor ellopja Willtől a Kandrakar szívét, és elindul vele Meridiánra, hogy eladja Phobosnak. A másik alkalom, mikor a második évadban megszerzi a Hipnotikus Kürtöt Blunktól és eladja a Bosszú Lovagjainak. Végül mind kétszer sikerül megoldani a Jeek keltette problémát. Blunkhoz hasonlóan, Jeek is utálja a vizet.

### Tynar
Tynar egy kastélyi őrszem és Phobos katonája. „A felkelők megmentése” című részben megsebesül és megkéri az Őrzőket, hogy segítsenek rajta. A lányok megsajnálják, és magukkal viszik a Földre, ahol ellátják a sebeit, ápolják és megetetik. Mindennek hatására Tynar rájön, hogy Phobos hazudott neki és mindannyiuknak a Földdel kapcsolatban. Tynar segít Calebnek és a lányoknak megmenteni a felkelőket, majd később visszatér a kastélyba és elmeséli a többi őrszemnek, hogy mi történt vele. Amit a többiek hallanak, az tetszik nekik, így a kastélyi őrszemek közül jó páran átállnak a lázadók oldalára, és segítenek a lázadóknak és az Őrzőknek legyőzni Phobost és trónra juttatni Elyont. Ezért a tettéért, Tynar lesz a Bosszú Lovagjainak a másik célpontja Vathek mellett, az „Árulás” című epizódban.

### Elias Van Dahl
Elias egy meridiáni festő, aki egy ideig Phobosnak dolgozott. Az volt a feladata, hogy képeket fessen neki. Azonban a kép, amelyet festett, túlságosan vidám hangulatot sugárzott, s mivel Phobos nem szereti a vidám képeket, mert azok reményt keltenek a felkelőkben, bebörtönözte Eliast a saját festményébe. A „Keretbe zárva” című részben a Kandrakar szíve behúzza a lányokat, Irmát kivéve, a festménybe, amely mind Meridiánon, mind pedig a Földön egyaránt látható. Phobos észreveszi, hogy az Őrzők bennrekedtek a festményben és utánuk küldi Frostot, később Cedricet, a Nyomkövetőt és néhány lurdent is, hogy segítsenek Frostnak. A lányoknak nincs ereje a festményben, ezért nem tudnak harcolni Phobos követőivel. Mikor Irma megtudja, hogy mi történt a többiekkel, Calebbel együtt elindul, segíteni nekik. A végén Phobos tönkreteszi a festményt, így mindenki, aki benne van, kijut belőle. Ezt követően Elias a Földön marad, majd Phobos legyőzése után, visszatér Meridiánra. A második évadban ő is részt vesz a kandrakari csatában.

### Weira és Zaden
Weira és Zaden Elyon igazi szülei. Weira, Elyon anyja, Meridián előző szíve, Meridián királynője, Zaden pedig Meridián királya volt. Weira volt az a kisgyerek, aki egy nap eltévedt, és nem talált haza. Szülei a Mage segítségét kérték, aki a Kandrakar szívével megalkotta Threbe Csillagát, egy hétágú lokalizáló követ. A Csillag megtalálta Weirát, aki így biztonságban hazatért. További sorsukról nem sokat tudni.

### Galgheita Rudolph
Galgheita volt Elyon dadája Meridiánon. Galgheita egy meridiáni, ő lopta el Phobos Pecsétjét, és ő vitte át Elyont a Fátylon a Földre. Miután átérkeztek, Galgheita emberi alakban ott maradt, hogy segítsen vigyázni Elyonra. A Sheffield Intézetben lett matematikatanár. A lányok az elején nem tudják, hogy a tanárnőjük nem a Földről származik, s azt sem, hogy nem ember. Miután Elyon visszatér Meridiánra, ő üzen Galgheitának asztrális képmásán keresztül, hogy mondja meg a lányoknak: hagyják békén, és ne próbálják megmenteni, mert nincs rá szüksége. Galgheita ekkor fedi fel a lányok előtt a titkát. A második évadban, az iskolaév befejeztével, Galgheita visszatér Meridiánra, ahol Elyon házitanítója lesz, majd az évad végén a „Zenit” című részben ő is részt vesz a kandrakari csatában.

### Trill
Trill Phobos uralma alatt a kastély konyhájában dolgozott. A kastélyban hallott információk elmondásával segített a lázadásnak és segítette a lázadókat, mikor tudta. Az első évad során az Őrzők életét is megmenti, nem is egyszer. Phobos legyőzése után továbbra is a kastélyban marad, Elyon szolgálatában. A második évad elején Elyonnak ad egy ékszert, amelyről azt állítja, hogy Weiráé volt, és mikor Weira meghalt, elrejtette Phobos elől, hogy egy nap majd neki tudja adni. Az ékszer Elyon tudtán kívül lassan elszívja a varázserejét, s mikor az „Ékszer” című epizódban Trillnek sikerül rávennie Elyont, hogy adja vissza neki azt, a varázsereje is megy vele együtt. Ezt követően kiderül, hogy Trill valójában Nerissa; mindig is ő volt, igazi Trill soha nem is létezett. Erre a színjátékra azért volt szükség, hogy megszerezze Elyon azaz, Meridián szívének erejét, azonban a szívek erővel nem vehetőek el, így valahogy rá kellett vennie Elyont, hogy önként adja oda neki a varázserejét.

## Földi szereplők

### Knickerbocker igazgatónő
Knickerbocker igazgatónő a Sheffield Intézet jelenlegi igazgatója. Amellett, hogy eléggé szigorú a diákokkal, tud kedves és segítőkész is lenni. Legelőször „A beavatás” című részben tűnik fel, s bár nincs túl sok szerepe a sorozatban, mind két évadban jelen van.

### Dean Collins
Dean Collins történelmet tanít a Sheffield Intézetben. Ő Will és Cornelia történelemtanára és az iskolaújság feje. Először „A munka társadalma” című részben tűnik fel. A lányok az elején azt hiszik, hogy ő egy szörny Meridiánról, ezért megtámadják, hogy kiderítsék: tényleg ember vagy sem. Végül be kell látniuk, hogy tévedtek – Collins egyáltalán nem szörny. Szerencséjükre a professzor azt hiszi, hogy álmodta az egészet, ami vele történt. Will anyja, Susan, többször is randizik vele az első évad folyamán, majd abbahagyják Will ellenkezése miatt, de a második évadban újrakezdik, és egy idő után Will is képes lesz elfogadni a helyzetet, és felhagy a professzor iránt érzett ellenszenvével.

### Matthew Olsen
Matt Will osztálytársa a Sheffield Intézetben, aki később a barátja lesz. Mattnek van egy együttese, a Wreck 55, amelynek ő az énekese, és emellett nagyon jó dalokat is ír. Először a „Boldog szülinapot, Will!” című részben tűnik fel, majd az első évad során kezd el kialakulni a kapcsolata Willel, de ténylegesen csak „A felkelők megmentése” című epizódtól járnak együtt. „Az ellopott szív” című részben Matt követi a lányokat és Caleböt egy átjárón keresztül, így mindent megtud Meridiánról, az Őrzőkről és a többi titokról, beleértve Elyont és a szörnyeket is. Az első évad végén részt vesz a Phobos elleni harcban, de nem igazán avatkozik bele, hiszen nem tud harcolni. Valószínűleg ezért is kéri meg Caleböt a „Veszélyes” című epizódban, hogy tanítsa meg őt harcolni.
A második évad közepe táján a „Vesztes” című részben Nerissa elrabolja őt, és átváltoztatja Shagonná, a rosszindulat angyalává és ő lesz a Pusztítás Lovagjainak a vezetője. Will nem tudja, hogy Shagon valójában Matt, azt hiszi, Shagon valahol fogságban tartja az igazi Mattet. Az „Önmaga” című részben Will iránt érzett szerelmének köszönhetően Mattnek sikerül legyőznie az elméjében Shagont és kikerülnie Nerissa befolyása alól. Ennek következtében Matt átveszi az irányítást Shagon teste fölött, és megakadályozza a többi Lovagot abban, hogy bántsák Taranee-t és Corneliát. Nem sokkal ezután Nerissa visszaveszi Lovagjai erejét, hogy azt felhasználva egyesítse a régi Őrzőket, melynek következtében Matt visszanyeri eredeti kinézetét.
Az „Osztatlan” című epizódban kiderül, hogy Lillian, Cornelia húga a Föld szíve, csakhogy az ereje túl korán jelentkezett. Nerissa megpróbálja megszerezni Lillian erejét, ezért a lányoknak tenniük kell valamit, hogy megvédjék őt tőle. Végül sikerül meggyőzni Lilliant egy esti mese részeként, hogy adja át az erejét a három „lovagjának”: Mattnek, Mr. Huggles-nak és Napóleonnak. Lillian, nem tudva, hogy ezzel tényleg átruházza erejét rájuk, beleegyezik, és így Matt lesz a Föld egyik Régense. Ezzel Lillian erejének egyharmada Matté lesz, ami lehetővé teszi neki, hogy akaratától függően átalakuljon korábbi Shagon formájába. Ebben a mostani állapotában viszont nem az ellenségei gyűlölete élteti őt, hanem Lillian hatalma. Új képességeinek köszönhetően Matt sokat segít az Őrzőknek a továbbiakban, majd az évad utolsó részében a többi Régenssel együtt létrehoz egy varázszónát Heatherfield körül, hogy elrejtsék a város közepén csatázó Cedricet és az Őrzőket.

### Mister Huggles
Mister Huggles egy pele. Az első évadban Matt ajándékozza oda Willnek „A felkelők megmentése” című részben. Will nagyon örül neki, de az anyja nem engedi, hogy megtartsa, ezért megkéri Irmát, hogy vigyázzon rá, mivel nem akarja visszaadni Mattnek, nehogy megbántsa őt. „A végső ütközet” című epizódban Mister Huggles már Hay Linnél van, ugyanis Irma, nem tudni miért, nem tarthatta meg. A „Veszélyes” című részben Huggles valahogy kiszökik a ketrecéből, és akkora felfordulást okoz az Ezüst Sárkányban, a Lin család kínai éttermében, hogy Hay Lin kénytelen odaadni Taranee-nak. Taranee-nál körülbelül egy éjszakát tölt, ugyanis az apja allergiás a szőrre, így Taranee odaadja őt Corneliának. Cornelia után Elyon vigyáz rá egy darabig, majd végül visszakerül Matthez, ugyanis úgy tűnik, hogy ő az egyetlen, akinek szót fogad.
Mister Huggles Mattel marad a „Vesztes” című epizódig, amikor Nerissa elrabolja őt és átváltoztatja Khorrá, a pusztítóvá. Huggles még azután is hűséges marad Matthez, miután Nerissa átváltoztatta őt, és ez nem változik, amikor Mattet átváltoztatja Shagonná. Mikor Nerissa megfosztja Lovagjait erejüktől, Mister Huggles is visszaváltozik, akárcsak Matt. Az „Osztatlan” című részben Mattel és Napóleonnal együtt előlép a Föld egyik Régensévé, amelynek következtében képes lesz átalakulni Khor formájába, de eközben megőrzi a szabad akaratát, és továbbra is követi Matt parancsait.

### Martin Tubbs
Martin is a Sheffield Intézetbe jár, akárcsak a lányok. Reménytelenül szerelmes Irmába, akinek időnként furcsa beceneveket ad. Az iskolában népszerűtlen, valószínűleg a különc viselkedése miatt. Martin sok időt tölt a lányokkal, a legtöbbször egy asztalnál ülnek az ebédlőben. Emellett, Martin kiválóan ért a számítógépekhez és a különböző elektromos berendezésekhez, ez az egyik oka, hogy a második évad „Vesztes” című epizódjától kezdve tagja a K-Shipnek, az iskolai diákrádiónak, a másik, hogy Irma a rádió vezetője. Bár Martin jelenléte legtöbbször csak zavarja Irmát, ő maga ismeri be a „Vesztes” című részben, hogy hiányozna neki, ha nem lenne. Ez azt engedi feltételezni, hogy valahol a szíve mélyén Irma viszontszereti őt.

### Andrew Hornby
Andrew Hornby szintén a Sheffield Intézet diákja, elég népszerű fiú. Először a „Vesztes” című epizódban tűnik fel. Ő Irma titkos szerelme, annak ellenére, hogy kicsit idősebb nála. Az elején Andrew nem igazán vesz tudomást Irmáról, és nem is nagyon kedveli, azonban ez a helyzet idővel megváltozik: amikor Irma bocsánatot kér Martintól az iskolarádión keresztül, mindenki vesztesnek nevezi, de Andrew elhallgattatja őket. Ezt követően az eddigi törékeny kapcsolatuk átalakul egyfajta barátsággá.

### Nigel Ashcroft
Nigel Taranee barátja, aki szintén a Sheffield Intézetben tanul, és tagja Matt zenekarának, a Wreck 55-nek. Nigel és Taranee kapcsolata már az első évadban elkezdődik az „Erre gyertek!” című részben, de a második évad során válik komolyabbá. Nigel néha együtt tölti az idejét Uriah-val, az iskola egyik bajkeverőjével, emiatt Taranee anyja azt hiszi, hogy Nigel rossz gyerek, és megtiltja nekik, hogy találkozzanak. Taranee azonban nem fogad szót, és Nigel miatt sokat veszekszenek. A „P, mint Protektorok” című részben végül sikerül tisztázniuk a helyzetet, és Taranee anyja rájön, hogy Nigel nem rossz gyerek, és nem akar ártani a lányának.

### Eric Lyndon
Eric Hay Lin barátja, új az iskolában, csak a második évad második felétől szerepel, s először az „Ékszer” című részben tűnik fel. Hay Linnek Eric előtt nem volt barátja, és nem is érezte szükségét, de mikor először meglátja Ericet, ez a helyzet megváltozik. Eric a nagyapjával él együtt, és remekül szaxofonozik. Az „Önmaga” című epizódban csatlakozik Uriah zenekarához negyedik tagnak. Később a „T, mint Trauma” című részben Nerissa megbűvöli Ericet, hogy őt felhasználva törje meg Hay Lint. Azt, hogy Hay Lin és Eric mennyire illenek egymáshoz, az bizonyítja a legjobban, mikor Hay Lin azt mondja az új fogszabályzójára, hogy milyen fényes. Ez a véleménye megváltozik az őt ért negatív élmények hatására, de később, amikor Eric észreveszi, ő is pontosan ugyanazt mondja, mint Hay Lin: „Annyira fényes!”.

### Herbert Olsen
Herbert Olsen Matt nagyapja, először „A mogriffek” című epizódban tűnik fel. Úgy tűnik, hogy sokkal közelebb áll Matthez, mint a szülei, és inkább ő tölti be a szülői szerepet Matt életében. Mr. Olsennek van egy saját kisállat-kereskedése, ahol Matt gyakran segít neki a munkában, és egy ideig Will is dolgozik nála a második évadban.

### Uriah, Kurt és Clubber
Uriah Dunn, Kurt Van Buren és Laurent Clubberman az iskola bajkeverői. Ők hárman együtt alkotnak egy bandát, Uriah a vezetőjük. Az iskolában nem sokan kedvelik őket. Egy ideig Nigel is hozzájuk tartozik, de Taranee miatt otthagyja őket. Uriah a második évadtól tagja az iskolai diákrádiónak, a K-Shipnek. Kurt és Clubber nem valami okosak, talán Kurtnek valamivel több esze van, mint Clubbernek. Az „Önmaga” című részben részt vesznek a Zenekarok Csatájában, ahol kiderül, hogy Uriah állítása, miszerint ő egy gitárzseni, egy kicsit túlzás, és Kurt sem olyan jó dobos, mint azt állítja, de legalább Clubber remekül játszik csörgődobon. A „Xanadu” című epizódban kiderül, hogy Clubber érdeklődik a festészet iránt, amikor „Nyuszi szerelem” című képével megnyeri a Heatherfieldi Művészeti Versenyt.

### Alchemy
Alchemy Cornelia mellett Elyon legjobb barátja az iskolában, aki egy osztályba jár Willel, Corneliával és Elyonnal. Úgy tűnik, hogy Alchemy és Cornelia szintén barátok, miután Cedric elviszi Elyont, Cornelia hozzá fordul vigasztalásért. Persze Alchemy nem tud semmit az Őrzőkről, Meridiánról, vagy akár Elyon valódi kilétéről. A második évadban, miután Elyon már jó ideje eltűnt – legalábbis az ő szemszögéből – meggyőzi Knickerbocker igazgatónőt, hogy szóljon a rendőrségnek Elyonék eltűnésének ügyében. Azért, hogy a lányok meg tudják őrizni a titkukat, Elyon visszatér Meridiánról, befejezni a tanévet. Az iskolaév végén végleg elbúcsúzik Alchemytől. Az „Önmaga” című részben, Alchemy együtt zenél a Grumper nővérekkel a Zenekarok Csatáján.

### Bess és Courtney Grumper
Bess és Courtney Grumper egy ikerpár, akik szintén a Sheffield Intézetbe járnak. Az első évadban segítenek Mr. Collinsnak az iskolaújság szerkesztésében, majd a második évadban ők is csatlakoznak a K-Shiphez, ahol az iskolai pletykákkal foglalkoznak. Az iskolában mindenki csak Grumper nővéreknek szólítja őket, a fiúk között talán népszerűbbek egy kicsivel, mint a lányok között. A többség, köztük Irma is, főleg a viselkedésük miatt nem szereti őket. Az „Önmaga” című részben alapítanak egy együttest Alchemyval „Alchemy és Grumpers” néven, hogy együtt játszanak a Zenekarok Csatáján.

### Maria Medina és Joel McTiennan
Maria Medina és Joel McTiennan az Interpol ügynökei. Miután Alchemy ráveszi Knickerbocker igazgatónőt, hogy szóljon a rendőrségnek Elyon eltűnésével kapcsolatban, ők kapják meg az ügyet és a heatherfieldi rendőrséggel együttműködve, nyomozni kezdenek. Miután kihallgatják a lányokat, biztosak lesznek benne, hogy valamit rejtegetnek. A kihallgatás után Miranda, aki ekkor épp a Földön van, hogy megpróbálja legyőzni az Őrzőket, kihasználja ezt a lehetőséget, és azt mondja a nyomozóknak, hogy a lányok gyűlölték Elyont és, hogy utoljára akkor látta őt, mikor a lányokkal lement a házuk pincéjébe. A két ügynök ezután még inkább gyanakszik a lányokra, de semmilyen bizonyítékuk sincs arra, hogy szerepük lett volna Elyon és a szülei eltűnésében. Mikor Elyon visszatér Meridiánról, mondván, hogy világkörüli úton volt a családjával, lezárják a nyomozást, és a továbbiakban békén hagyják a lányokat.

### Vance Michael Justin
Vance Michael Justin egy meglehetősen népszerű, fiatal színész és énekes. Mivel ilyen hosszú a neve, legtöbbször csak „VMJ”-ként emlegetik, annak ellenére, hogy minden rajongója azt mondja, nem szereti, ha így hívják. Először „A Nyomkövető visszatér” című epizódban említik meg a nevét, mikor a lányok mindenáron meg akarják nézni az új filmjét a bemutató estéjén. Később a második évad során az „Engedelmesség” című részben koncertet ad Heatherfieldben, amelynek a szervezéséért a K-Ship, az iskolai diákrádió felel, így a koncert előkészítésében részt vesz Irma, mint az egész vezetője, valamint Will, Taranee, Cornelia, Hay Lin, Uriah, Martin és a Grumper nővérek, mint Irma segédei.

## Zamballai szereplők

### Ironwood
Ironwood egy zamballai, és a többi zamballaihoz hasonlóan ő is egy élő, lila fa, aki képes gondolkodni, beszélni, érezni és mozogni is. Ironwood a zamballaiak vezetője. A „P, mint Protektorok” című részben az Őrzők mentik meg az életét sok más zamballaié mellett. Mivel Nerissa és a Pusztítás Lovagjai felgyújtják az erdőt, a zamballaiak többségének nincs más választása, mint használni az Álom Pajzsa nevű képességüket. Az Álom Pajzsa egyfajta hibernáció: a használója mély álomba merül, miközben a testét áthatolhatatlan páncél veszi körbe. Azonban a Pajzs hiába védi meg a használót, ebben az állapotban fenyegeti őt a kiszáradás veszélye. Miután Nerissát és a Lovagokat legyőzik, a lányok segítenek felébreszteni az álomba merült zamballaiakat.
A „Keresés” című rész végén Ironwood Zamballa Régensévé nevezi ki magát, miután Will elmondja neki és a többieknek, mi történt Kadmával és Zamballa szívével. Az első dolog, amit tesz, hogy száműzi az Őrzőket, Yan Lint, Caleböt, és Blunkot Zamballáról, nehogy Nerissa visszatérjen miattuk. Az évad végén Kadma visszatér Zamballára a szívvel együtt, lemond királynői címéről, és odaadja a szívet Ironwoodnak.

### Arrowroot
Arrowroot Ironwoodhoz hasonlóan egy zamballai, egy beszélő lila fa. Arrowroot valószínűleg Ironwood partnere, és Bough-Breaker apja. A „P, mint Protektorok” című rész végén, Kadma az ő kérésének hatására működik együtt az Őrzőkkel, annak érdekében, hogy felébresszék a többieket. A „Kegyetlenség” című részben Nerissa el akarja kapni Yan Lint, hogy átállítsa a saját oldalára. Nerissa és a Lovagjai elől menekülve Hay Lin, Yan Lin és Blunk elmennek a Zamballára, ahol Arrowroot, Ironwooddal és egy másik zamballaival együtt feltartóztatja üldözőiket, míg ők elmenekülnek.

### Bough-Breaker
Bough-Breaker Ironwood fia, még fiatal fa. Mikor Nerissa és a Pusztítás Lovagjai megtámadják Zamballát, ő is azok közé tartozik, akik kénytelenek használni az Álom Pajzsát, hogy ne égjenek el. Ironwood után a többiekkel együtt a lányok őt is felébresztik.

## Mágikus szereplők

### Asztrál Cseppek
Az Asztrál Cseppek a lányok pontos hasonmásai. Az Őrzők akkor használják őket, amikor sürgősen küldetésre kell menniük, de nem akarják, hogy a Földön észrevegyék a hiányukat, vagy nem mehetnek el anélkül, hogy komoly bajba ne kerülnének. Először a „Csapda a Filney-dombnál” című részben tűnnek fel, ahol Yan Lin mutatja meg a lányoknak, hogy kell őket megidézni. Asztrál Cseppet bármelyik Őrző képes létrehozni, csak fel kell emelnie a Kandrakar szívét és kimondania a varázsigét: „spord lartsa” (astral drops / asztrál cseppek visszafelé). A másolat azonnal eltűnik, ha valaki kimondja: „Asztrál Cseppek”. Az Asztrál Cseppek tökéletes fizikai másolatai a lányoknak, de nincs szabad akaratuk, se saját személyiségük, és nem birtokolják, sem az Őrzők emlékeit, sem az erejüket. Ennél fogva könnyen olyasmit tehetnek, ami rossz hatással van az igazi Őrzőkre, mint ahogy azt a „Csapda a Filney-dombnál” című epizódban teszik.

### Altemere
Az Altemere egy élő másolat. Az Altemere rendelkezik a lemásolt személy összes jellemzőjével: ugyanaz a személyiség, birtokolja az eredeti személy emlékeit, érzéseit és erejét, és a gondolkodása is ugyanolyan. Az Altemerék nem tudják, hogy másolatok, amíg valaki el nem mondja nekik. Eddig összesen két Altemerével találkoztak az Őrzők, s mindkettőt Nerissa teremtette. Az első Altemerét Nerissa Will Asztrál Cseppjéből hozza létre az „Űzött” című részben, a kvintesszenciáját felhasználva. Ez egy különleges módja az Altemere készítésének. Az Asztrál Cseppből létrehozott Altemere is rendelkezik az eredeti személy minden tulajdonságával, de mivel előtte „lelketlen rabszolga” volt, nincs élettapasztalata, minden új neki és izgalmas, és bármit megtenne, hogy életben maradjon.
Nerissa, miután életre kelti Will Asztrál Cseppjét, elhiteti vele, hogy Will meg akarja ölni, és csak akkor maradhat életben, ha előbb ő öli meg az igazi Willt. Will altemeréje mindent megpróbál, hogy megölje az igazi Willt, de végül az Őrzők megállítják, és rájön, hogy Will sohasem ártana neki. Nerissa látva terve bukását, megpróbálja megölni az igazi Willt, de az altemeréje elé ugrik és megmenti az életét.
Második alkalommal Nerissa Yan Linról készít másolatot a „Könyörtelenség” című részben. Nerissa, hiába próbálkozik, nem tudja meggyőzni az igazi Yan Lint, hogy álljon mellé, ezért bebörtönzi őt a Pecsétjébe és helyettesíti egy Altemerével, akit remélhetőleg képes lesz a hatalmába keríteni. Mivel ez az Altemere nem egy életre keltett Asztrál Csepp, ezért tökéletes másolata az igazi Yan Linnek. Az „Önmaga” című epizód elején Nerissa elmondja Altemere Yan Linnek, hogy ő nem az igazi és megfenyegeti, hogy ne mondja el senkinek az igazságot, különben visszaküldi a megsemmisülésbe. Az epizód végén Nerissának sikerül a hatalma alá vonni Yan Lin altemeréjét, s így a régi Őrzők közül mindenkit sikerül összegyűjtenie. Yan Lin altemeréje nem hal meg, mint Willé, hanem Nerissa legyőzése után ott marad a többiekkel, mint Yan Lin ikertestvére, Mira Lin.

### Annihilátorok
Az Annihilátorok félelmetes és kegyetlen harcosok, akik a második évadban a „Veszélyes” című részben tűnnek fel, és akiket Nerissa teremt Frost segítségével. Az epizód elején Nerissa egy tűz fölött állva egy varázsigét ismételget, mikor ezzel kész van, beleszór a tűzbe pár hajszálat, amelyeket Elyontól szerzett, majd megkéri Frostot, hogy öntse le vízzel a hozzáadott hajtól zöldre színeződött tüzet. Miután a tűz kialszik Nerissa a kvintesszenciáját használva életre kelti az utána maradt, még füstölgő hamut, amelyből megszületnek az Annihilátorok. Az Annihilátorok kétszer olyan magasak, mint egy átlagos ember, mivel hamuból állnak, egész testük, beleértve a ruhájukat is, sötétszürke színű. Nem tudni van-e arcuk, de a fejüket csuklya borítja, amelynek a nyílásából sárga fénysugarakat lőnek, emellett immunisak a tűzre, hiszen tűzben kovácsolták őket.
Az Annihilátorok Nerissa parancsát követve elindulnak, hogy lerombolják Elyon palotáját, s útközben megtámadják azon meridiániakat, akik az útjukba állnak. Először a falut éri támadás, majd egy kovácsműhelyt döntenek romba, azt követően pedig a piacot. Az Őrzők és Caleb hiába próbálják megállítani őket, ha esetleg sikerül elpusztítaniuk egy Annihilátort az azonnal visszatér, és folytatja útját a többivel. Az egyetlen, aki látszólag le tudja győzni őket, Elyon. Mikor Elyon a közelükbe ér, az Annihilátorok porrá válnak, és eltűnnek, de miután Elyon elhagyja Meridiánt, mindig visszatérnek. Minderre, és arra is, hogy a támadások nem véletlenszerűek, Matt jön rá, s bár nem tudja, miért tűnnek el az Annihilátorok, ha Elyon ott van, azt tanácsolja neki, hogy maradjon távol a csatától, különben sohasem tudják végleg legyőzni őket.
Úgy tűnik, hogy az Annihilátorokat csak ugyanaz az erő pusztíthatja el, amely létrehozta: a kvintesszencia. Mikor két Annihilátor megtámadja Mattet, Will akaratlanul használja ellenük az új, még fejletlen erejét, ami végleg elpusztítja őket. Ezt követően a lányok összegyűjtik a többi Annihilátort, és Will megsemmisíti őket, s ezzel megszűnik az általuk jelentett fenyegetés.